# Heinrich Pechmann

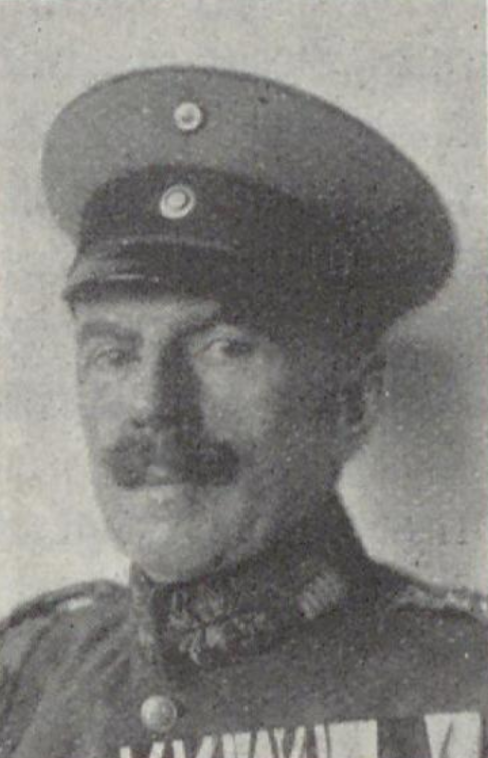
Heinrich Pechmann

Heinrich Georg August Pechmann (* 16. März 1861 in Neusalza in Sachsen; † 27. März 1926 in Dresden) war ein sächsischer Generalmajor.

## Leben

### Herkunft
Pechmann war ein Sohn aus der zweiten Ehe des sächsischen Gerichtsamtmanns und späteren Amtshauptmann der Amtshauptmannschaft Großenhain und Geheimen Regierungsrat Heinrich Pechmann und dessen Ehefrau Cäcilie Börner. Cäcilie war Tochter des Pfarrers Friedrich August Börner und entstammte einem etablierten sächsischen theologischen Gelehrtengeschlecht.

### Militärkarriere
Pechmann besuchte von 1867 bis 1874 die 1. Knabenschule in Großenhain und die Realschule mit Progymnasium in Meißen. Ab 1876 besuchte er die Fürstenschule in Meißen und gang 1876 von der Schule ab um sich einer Offizierslaufbahn in der sächsischen Armee zu widmen. Er trat so 1878 in den königlich-sächsischen Kadettenkorps in Dresden ein. Er trat am 14. April 1881 als Fähnrich in das 7. Infanterie-Regiments „König Georg“ Nr. 106 der sächsischen Armee ein. In den folgenden Jahren wurde er 1883 zum Leutnant und 1889 zum Oberleutnant im Regiment befördert. Er wurde dann als Adjutant beim Bezirkskommando II in Leipzig verwendet und 1893 in das 9. Infanterie-Regiment Nr. 133 in Zwickau versetzt. Nach Beförderung zum Hauptmann diente er als Kompaniechef beim Infanterie-Regiment „König Wilhelm II. von Württemberg“ (6. Königlich Sächsisches) Nr. 105 in Straßburg, wo er nach Beförderung zum Major im Jahre 1905 aggregiert wurde. 1906 wurde er Bataillonskommandeur im 15. Infanterie-Regiment Nr. 181 in Chemnitz und nach Beförderung zum Oberstleutnant im Jahre 1912 beim 12. Infanterie-Regiment Nr. 177. Er zeichnete sich beim Kaisermanöver 1912 in Sachsen erfolgreich aus. Nach Beförderung zum Oberst am 25. April 1913 diente er als Kommandeur des 14. Infanterie-Regiment Nr. 179 in Leisnig. Auf dem Truppenübungsplatz Ohrdruf vollzog er sich nach einem Sturz vom Pferde eine Gehirnerschütterung, welche ihn zwang sich aus dem aktiven Dienst zurückzutreten.
Nach Ausbruch des Ersten Weltkrieges zog er trotzdem mit seinem Regiment an die Front und erlitt dort am 9. August 1914 einen Schlaganfall, weshalb er für die nächste Zeit im Lazarett in Trier behandelt wurde. Nach teilweiser Erholung konnte er nicht mehr an der Front eingesetzt werden, wurde zur Disposition gestellt und übernahm das Bezirkskommando Plauen. Da sich sein Gesundheitszustand aber weiter verschlechterte wurde er unter Beförderung zum Generalmajor am 16. November 1916 aus der Armee verabschiedet und lebte seitdem in Dresden. Dort verschlechterte sich sein Gesundheitszustand durch einen weiteren Schlaganfall weiter und nachdem auch sein Sohn Heinz starb, starb er auch zwei Monate später.

### Familie
Er war seit 1896 mit Else Wolf, Tochter des Kammerrats Alfred Alexander Wolf und spätere 1. Vorsitzende des Bundesvorstandes des Frauendanks, verheiratet und bekam mit ihr zwei Kinder, Elsa und Heinz (* 1901 in Straßburg; gest. 1925/26).